# Albert Courquin (tir)
Pour les articles homonymes, voir Albert Courquin.
Albert Courquin, né le 30 mars 1875 à Bourbourg-Campagne (Nord) et mort le 24 mars 1953 à Albi, est un tireur sportif français. 

## Carrière
Albert Courquin participe à deux éditions des Jeux olympiques d'été.
En 1908 à Londres, il remporte la médaille de bronze dans l'épreuve de rifle libre, 3 positions à 300 m par équipes, et se classe quatrième de l'épreuve de rifle militaire par équipe. En 1924 à Paris, il remporte la médaille d'argent dans l'épreuve de rifle libre par équipes, et se classe sixième de l'épreuve de rifle libre, couché à 600 m.